# Лёкъёль (приток Мартюра)
Лёкъёль, Лёк-Ёль — река в России, протекает по территории Троицко-Печорского района Республики Коми. Устье реки находится в 11 км по правому берегу реки Мартюр. Длина реки составляет 24 км.
Река берёт начало в болотах примерно в 16 км к юго-востоку от посёлка Приуральский. Всё течение проходит в ненаселённой холмистой тайге на территории Печоро-Илычского заповедника. Генеральное направление течения — запад. Русло сильно петляет, его ширина на всём протяжении не превышает 10 м. Впадает в Мартюр в 7 км к юго-востоку от посёлка Приуральский.

## Данные водного реестра
По данным государственного водного реестра России относится к Двинско-Печорскому бассейновому округу, водохозяйственный участок реки — Печора от истока до водомерного поста у посёлка Шердино, речной подбассейн реки — Бассейны притоков Печоры до впадения Усы. Речной бассейн реки — Печора.
Код объекта в государственном водном реестре — 03050100112103000059164.